# Paraíso de Bhaisajyaguru

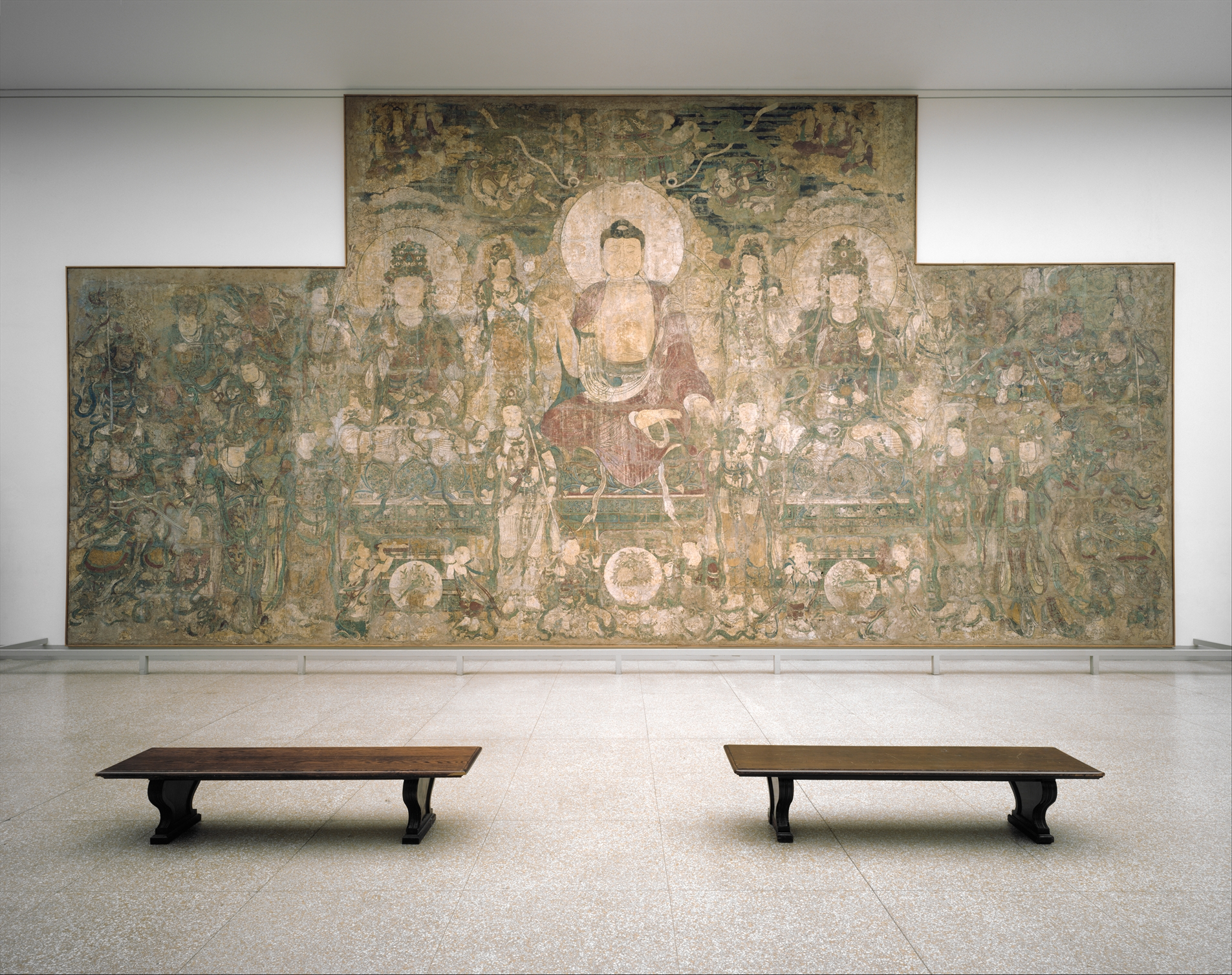

O Paraíso de Bhaisajyaguru (薬 師) ou Terra Pura de Bhaisajyaguru é uma pintura chinesa feita durante o governo da dinastia Yuan. Esta pintura foi originalmente localizada no mosteiro de Guangsheng (Guangsheng Si), no condado de Zhaocheng, Shanxi. A pintura, que se encontrava no muro leste da sala principal do mosteiro, foi comprada por Arthur M. Sackler e depois foi entregue ao Museu Metropolitano de Arte, em Nova York, Estados Unidos, em 1954.
Esta pintura representa o Buda Bhaisajyaguru e dois Bodhisattvas, Avalokitesvara e Chintamanichakra no centro. Tradicionalmente, o Buda Bhaisajyaguru (Yaoshi fo) é considerado como o Buda da medicina (tanto física como espiritualmente) no budismo Mahayana.

## Composição

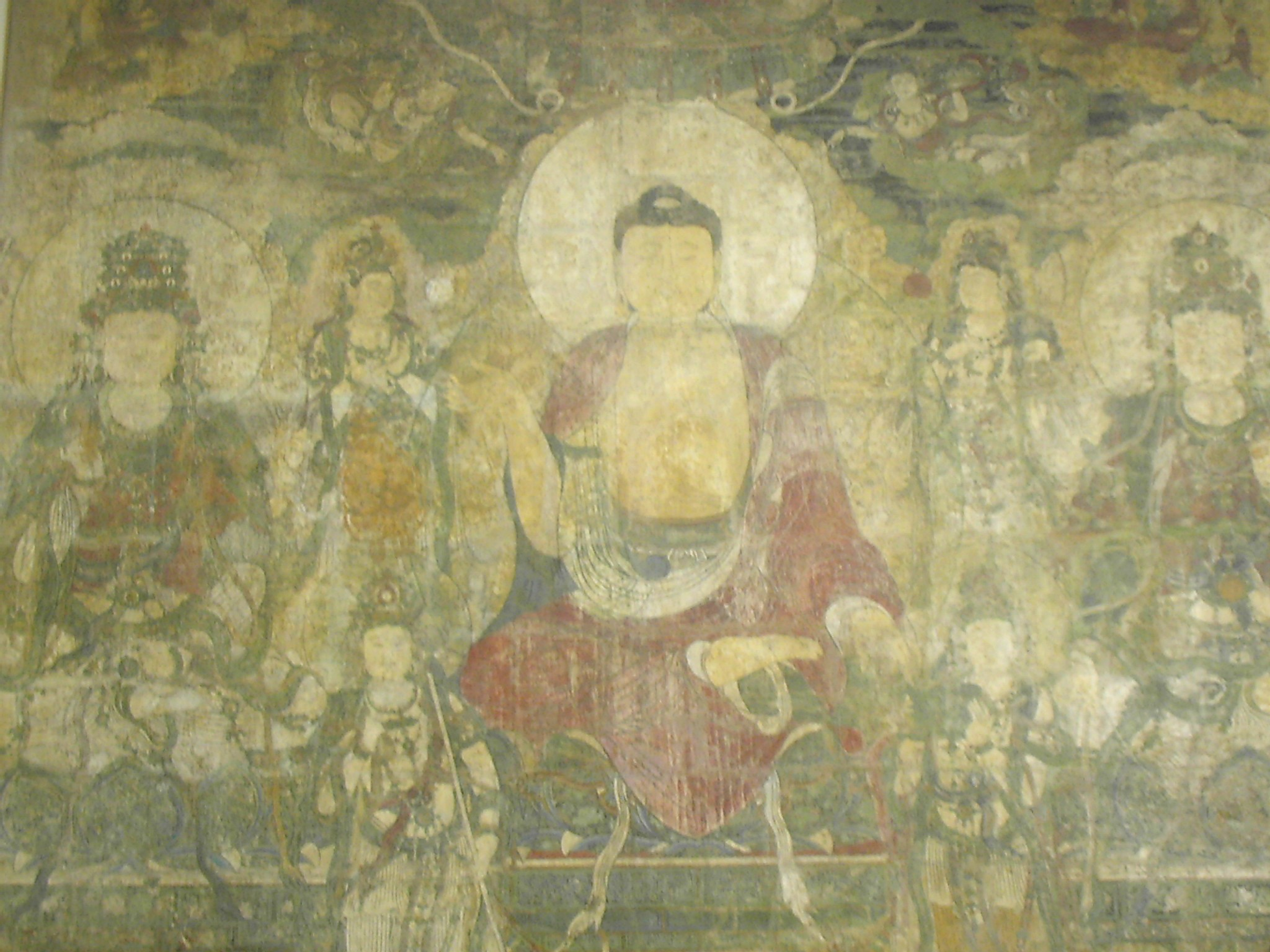
Mural no Museu Metropolitano de Arte

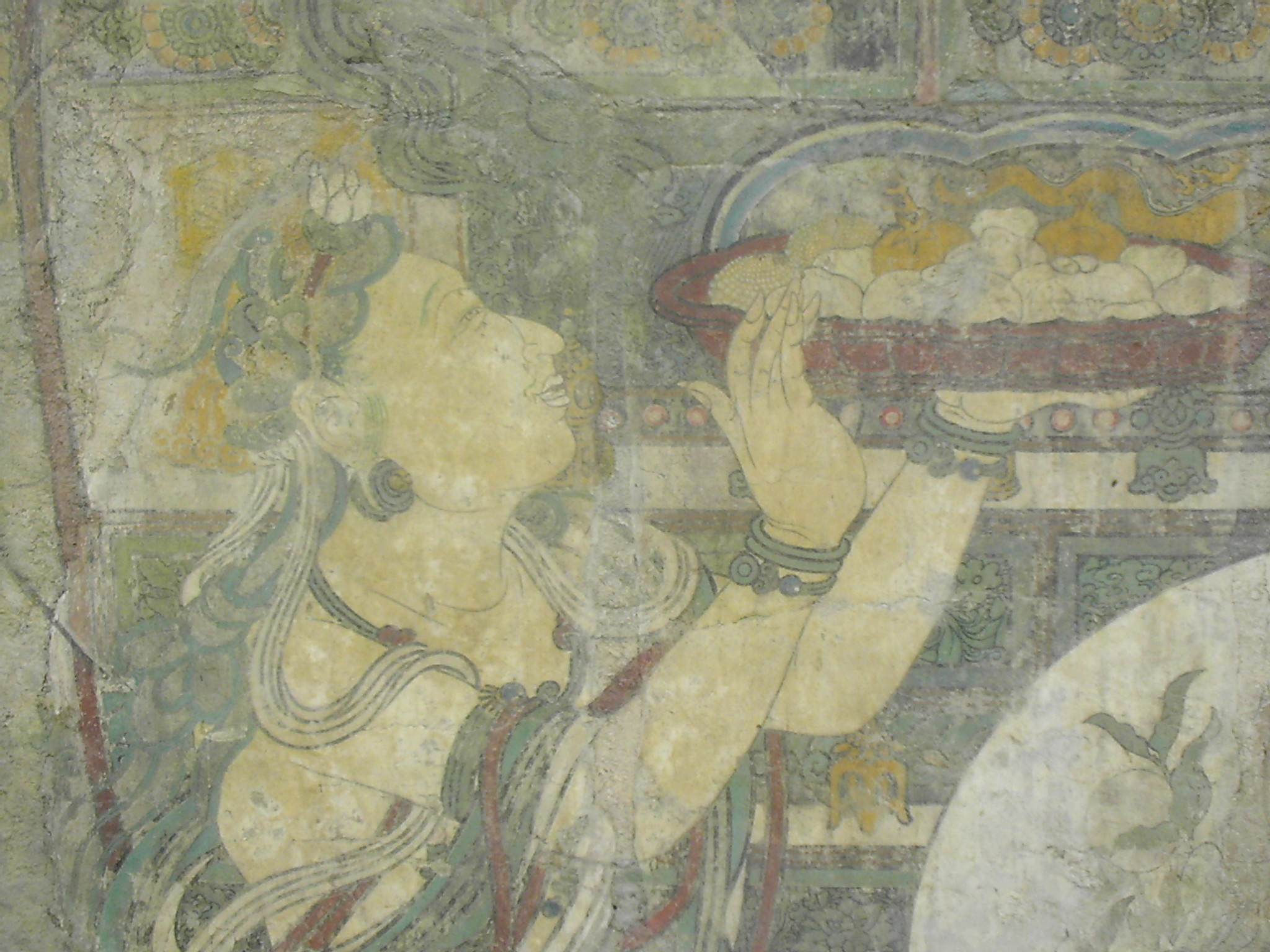
Detalhe da pintura

Tal como está hoje, a pintura mural mede 751.8 cm de altura e 1511.3 cm de comprimento. É notável pelo seu alto nível de detalhe. A pintura representa o Buda Bhaisajyaguru sentado no céu, rodeado de Bodhisattvas e deuses. Em termos gerais, Bhaisajyaguru Buddha representa-se como uma figura índia. Mas nesta pintura do Paraíso de Bhaisajyaguru, todas as figuras estão representadas com vestidos e túnicas chinesas. Bhaisajyaguru Buda ostenta uma túnica vermelha. Buda está flanqueado por dois Bodhisattvas sentados: Avalokitesvara e Chintamanichakra. Outras quatro figuras secundárias do Bodhisattva podem-se ver no mural. Doze guerreiros, seis de cada lado na pintura, simbolizam o voto do Buda de ajudar aos demais. Esta pintura foi confundida anteriormente como a Assembleia de Śākyamuni Buda.
Saptatathāgatapūrvapranidhānavisēsa Sūtra, um sutra budista traduzido por Yi Jing (635-713), menciona que tinha seis Budas predecessores dantes de Bhaisajyaguru. As pequenas seis imagens de Buda podem-se ver na parte superior da pintura. O Buda central de Bhaisajyaguru sustenta uma taça na mão esquerda que simboliza a medicina. Bhaisajyaguru é considerado como um Buda de salvação e protector de desastres no budismo Mahayana. Outras figuras importantes da pintura são os Bodhisattvas, Candraprabha e Suryaprabha. Candraprabha é o Bodhisattva que sustenta um disco lunar perto da mão direita de Buda. Suryaprabha está a sustentar um disco solar com um pássaro vermelho.